# Simon Wright
Simon Wright nacido el 19 de junio de 1963 en Mánchester, Inglaterra, es un baterista de música Rock, especialmente conocido por haber tocado con bandas como AC/DC o Dio. 

## Carrera
Cuando tenía 18 años tocó en una banda llamada Tora Tora. En 1980 se unió a la banda AIIZ, con los que grabó el disco 'Witch of Berkelley'. En 1982, su siguiente banda fue Titán, que se disolvió a mediados de 1983. Tras leer un anuncio en el que se solicitaba un batería para una banda de rock, acudió a las pruebas y consiguió el trabajo en AC/DC. Estuvo en la gira del álbum 'Flick of the Switch'. Grabó con la banda los discos 'Fly On The Wall', 'Blow Up Your Video' y los nuevos temas del disco 'Who Made Who'. Dejó la banda en 1989 para unirse a Dio y grabar 'Lock Up The Wolves' 1990, en 1996 se unió a la banda de John Norum y grabó el álbum 'Worlds Away'1996 y aunque en la década de los 90 no estuvo con Dio volvió para grabar 'Magica' 2000, 'Killing The Dragon' 2002, 'Master Of The Moon' 2004, 'Evil Or Divine Live' 2005 y 'Holy Diver Live' 2005.

## Discografía

### Con A II Z
"I'm the One Who Loves You" 7" (Polydor 1981)

### Con AC/DC
- Fly on the Wall (1985)
- Who Made Who (1986)
- Blow Up Your Video (1988)

### Con Dio
- Lock Up the Wolves (1990)
- Magica (2000)
- Killing the Dragon (2002)
- Master of the Moon (2004)
- Holy Diver - Live (2006)

### Con UFO
- Live On Earth (1998/2003)
- Covenant (UFO album) (2000)

### Con Rhino Bucket
- PAIN (1994)
- PAIN & Suffering (2007)
- The Hardest Town (2009)

### Con John Norum
- Worlds Away (1996)

### Con Tim "Ripper" Owens
- Play My Game (2009)

### Con Mogg/Way
- Chocolate Box (1999)

### Con Geoff Tate's Queensrÿche
- Frequency Unknown (2013)

### Demostración
- Star Licks Productions (2000)